# Hipparch
Hipparch (Oudgrieks ἵππαρχος/hipparchos) was een officier in het oud-Griekse leger.

## Oorsprong
In oorsprong ging het om een aanvoerder van een hipparchia (eenheid van 500 ruiters). Wanneer een officier twee hipparchiai aanvoerde werd deze epihipparchos genoemd.

## Ambtenaren

### Athene
Te Athene waren de beide jaarlijks benoemde hipparchoi de bevelhebbers van de ruiterij. Deze werden door de boulè verkozen. Onder hen voerden de 10 phylarchoi (φύλαρχοι), eveneens door keuze benoemd, het bevel, die bij de ruiterij dezelfde rang hadden, als de taxiarchoi bij het voetvolk. In hun werkkring hadden de hipparchen ook het rechterlijk voorzitterschap (zogenaamde hegemonie).

### Aetolische en Achaeïsche Bond
In de Aetolische en Achaeïsche Bond was de hipparch de voornaamste ambtenaar van de bond na de strategos, of in het Achaeïsche na de beide strategen.

### Beotië
In Beotië vinden wij naast de polemarchoi ook hipparchen aan als belangrijke overheidsambten.

## Verder lezen
- E. Caillemer, art. Hipparchos, in C. Daremberg - E. Saglio (edd.), Le Dictionnaire des Antiquités Grecques et Romaines, III.1, Parijs, 1900, pp. 188-193.